# Boisné-La Tude
Boisné-La Tude – gmina we Francji, w regionie Nowa Akwitania, w departamencie Charente. Została utworzona 1 stycznia 2016 roku z połączenia trzech wcześniejszych gmin: Charmant, Chavenat oraz Juillaguet. Siedzibą gminy została miejscowość Charmant. W 2013 roku populacja wyżej wymienionych gmin wynosiła 723 mieszkańców.